# Céfiro (1814)
La corbeta Céfiro (Zephyr, Zefir, Zephir o Zepyr) integró la segunda escuadra de las Provincias Unidas del Río de la Plata, la cual, en la Campaña Naval de 1814, al mando del comandante Guillermo Brown, derrotó a las fuerzas navales realistas de Montevideo y posibilitó la captura de la plaza.

## Historia
Se trataba de un antiguo mercante inglés, pesado para maniobrar y de andar lento. 
En el registro de Lloyd’s correspondiente a 1810 constan cuatro naves de este nombre que por aparejo y tonelaje similar podrían corresponder a este buque, construidas en 1781 (Whitby), 1799 (Chepstow), 1791 (Sunderland) y 1781.
Arribó a Buenos Aires el 6 de noviembre de 1813 al mando del capitán J.Smith, consignada a Pedro Lezica, uno de los principales comerciantes de la ciudad y de los tantos socios de Guillermo Pío White. Fue comprado en el puerto de Buenos Aires por Juan Larrea y White y se incorporó a la escuadra el 1 de enero de 1814. Su primer comandante fue el sargento mayor Elías Smith, que al poco tiempo (21 de febrero) pasó a comandar la Fragata Hércules. Fue reemplazado brevemente por su segundo comandante, el sargento mayor Oliver Russell hasta entregar el mando el 22 de febrero de 1814 al sargento mayor Santiago King.

### Combate de Martín García

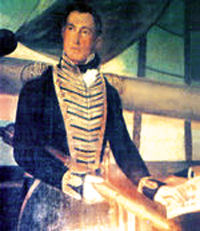
Brown (óleo de F.Goulu, 1825).

El 10 de marzo de 1814 la flota de Brown atacó a la escuadra realista comandada por el capitán Jacinto de Romarate estacionada en la Isla Martín García. 
El plan de Brown consistía en atacar por frente y retaguardia a la línea española. A esos efectos destacó una división compuesta por el Fortuna, Carmen y San Luis para que rodeando por el oeste el banco situado a estribor de los realistas cayera sobre su retaguardia mientras la fuerza principal atacaba su frente. Formaba esta división la Hércules sobre el ala izquierda, luego la Céfiro, el Nancy y la Juliet sobre el ala derecha.
A las 13:30, sin que estuviera aún en posición la división de flanqueo, la escuadra de Brown, en vanguardia la Juliet por tener el mejor práctico, abrió fuego vivo sobre los realistas que fue de inmediato respondido.
La capitana argentina intentó avanzar bajo fuego sobre la enemiga pero habiendo perdido a su piloto varó en el banco del oeste de la isla bajo tiro de cañón y de proa al enemigo, con lo que sufrió el fuego sostenido enemigo con fuertes pérdidas y sin poder responder más que con tres cañones, dedicando sus cañones de banda a las baterías en tierra. Brown cuestionó en su parte la manera en que el resto de la escuadra "se condujo durante la acción, a pesar de haberse hecho todas las señales y haber ido personalmente en mi bote antes de las 12 de la noche a instar y suplicar su apoyo, todo lo cual resultó inútil".
En esta, la primera y más sangrienta jornada del Combate de Martín García, Romarate consiguió rechazar exitosamente el asalto. Tras las reparaciones y contando con el solo refuerzo de 49 hombres Brown volvió contra toda previsión al ataque y el 15 de marzo en una operación anfibia tomó la isla y forzó a la escuadra de Romarate a refugiarse en el Río Uruguay, dividiendo definitivamente las fuerzas enemigas y abriendo el camino al bloqueo de la ciudad de Montevideo.
En esa operación participaron tropas embarcadas en el Céfiro. El fuerte fue atacado a bayoneta calada, los españoles se vieron sobrepasados y se rindieron tras veinte minutos de combate, con lo que el teniente Jones de la Céfiro capturó la batería volante, volteó los cañones contra los navíos realistas e izó la insignia de las Provincias Unidas en la isla.

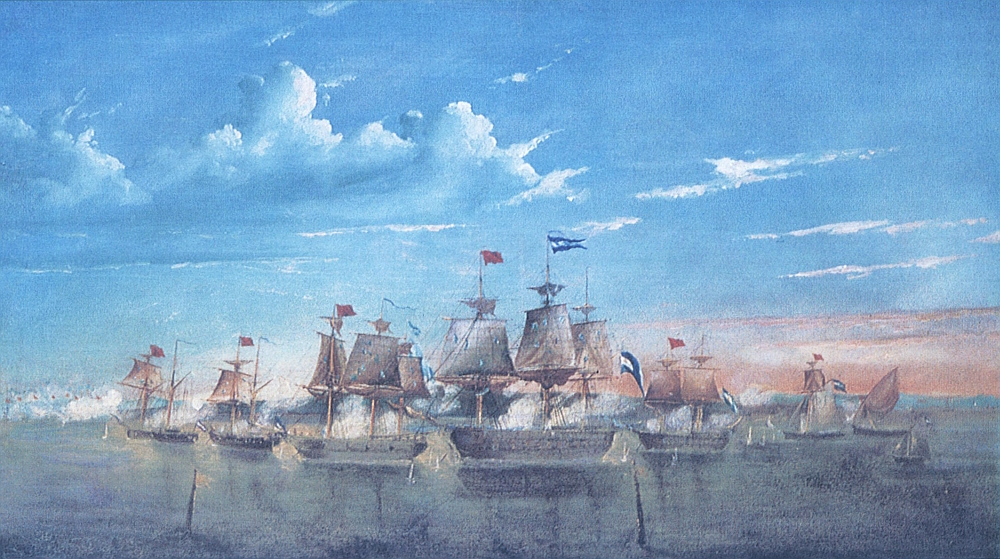
Combate de Martín García.

### Combate del Buceo
Participó luego al mando del sargento mayor Santiago King del Combate naval del Buceo, que se inició el 14 de mayo y, tras cesar por las condiciones meteorológicas adversas, se reinició el 17 frente a Montevideo, culminando con una victoria decisiva de Brown. En el combate capturó la corbeta realista Paloma.
El 18 de mayo se hizo cargo del mando Robert Jones y, finalmente, Tomás Taylor.
Participó luego del bloqueo hasta la rendición de la plaza el 23 de junio de 1814.

### Corso
Finalizada así la campaña y desarmada por razones económicas la escuadra, la Céfiro fue puesta a remate pero no hubo interesados. El 20 de octubre de 1814 se ordenó al Comisario de Marina que entregase al sargento mayor Tomás Taylor la corbeta, anclada en Balizas, en el estado en que se hallase, y el 24 de ese mes "se previno al mismo Comisario que a dicho Taylor le franquease de los almacenes de Marina todos los útiles que necesitase para la habilitación del expresado buque, maestranza y demás, conducente a su más pronto apresto".
La tripulación recibió su salario hasta el 15 de noviembre y en diciembre pasó a reparaciones en Barracas. Una vez reparada condujo a Río de Janeiro una representación diplomática ante la corte portuguesa regresando a Buenos Aires el 29 de marzo de 1815. El 13 de mayo el gobierno asignó patente, considerada la primera extendida para el corso marítimo organizado contra España. Zarpó de Buenos Aires el 1 de agosto de 1815 bajo el mando de Taylor (que aparece como armador) portando sólo 16 cañones de a 10 y de a 18 libras. Su agente era Guillermo G. Miller. Capturó la fragata mercante Nuestra Señora de Monserrat a la altura de Cabo Frío, en la costa del Brasil, y la goleta negrera Divina Pastora.
El 7 de octubre de 1815 varó en el Banco de la Ciudad, a las afueras del puerto de Buenos Aires, se partió en dos y se hundió el día 8, sin producirse bajas entre la tripulación. La patente fue devuelta por Taylor y cancelada el 16 de octubre de 1815.